# Coupe d'Italie de football 2012-2013
Navigation
Coupe d'Italie 2011-2012 Coupe d'Italie 2013-2014
La Coupe d'Italie de football 2012-2013 est la 66e édition de la Coupe d'Italie, la compétition commence le 4 août 2012 et se termine le 26 mai 2013, date de la finale qui se disputera au stade olympique de Rome. Comme l'édition précédente, 78 clubs participent au tournoi.
La Lazio Rome remporte la Coupe, la 6e de son histoire, et obtient un ticket pour la phase de groupe de la Ligue Europa 2013-2014.

## Déroulement de la compétition
Le système est le même que celui utilisé les années précédentes :
Première phase :
- 1er tour : entrés en liste de 36 clubs évoluant en Serie D, Ligue Pro 1 et Ligue Pro 2.
- 2e tour : les 18 vainqueurs du premier tour sont rejoints par les 22 clubs de Serie B.
- 3e tour : les 20 vainqueurs du deuxième tour sont rejoints par 12 clubs de Serie A.
- 4e tour : les 16 clubs restants s'affrontent.

Deuxième phase :
- Huitièmes de finale : les 8 clubs restants sont rejoints par les 8 derniers clubs restants de Serie A.
- Quarts de finale : se joue en une seule rencontre.
- Demi-finales : se joue en deux rencontres (aller et retour).
- Finale : se joue en une seule rencontre au stade olympique de Rome.

## Calendrier
| Nom                                   | Date aller                       | Date retour                      | Équipes participantes | Équipes restantes |
| ------------------------------------- | -------------------------------- | -------------------------------- | --------------------- | ----------------- |
| Première phase                        |                                  |                                  |                       |                   |
| 1er tour                              | 4-5 août 2012                    | 4-5 août 2012                    | 36                    | 18                |
| 2e tour                               | 11-12 août 2012                  | 11-12 août 2012                  | 40                    | 20                |
| 3e tour                               | 18-19 août 2012                  | 18-19 août 2012                  | 32                    | 16                |
| 4e tour                               | 27-28 novembre 4-5 décembre 2012 | 27-28 novembre 4-5 décembre 2012 | 16                    | 8                 |
| Deuxième phase                        |                                  |                                  |                       |                   |
| Huitièmes de finale                   | 11-12-13-18-19 décembre 2012     | 11-12-13-18-19 décembre 2012     | 16                    | 8                 |
| Quarts de finale                      | 8-9-15-16 janvier 2013           | 8-9-15-16 janvier 2013           | 8                     | 4                 |
| Demi-finale                           | 22-23 janvier 2013               | 29-30 janvier 2013               | 4                     | 2                 |
| Finale Stade olympique de Rome (Rome) | 26 mai 2013                      | 26 mai 2013                      | 2                     | 1                 |

## Résultats

### Huitièmes de finale
Les matchs des huitièmes de finale se déroulent le mardi 11, mercredi 12, jeudi 13, mardi 18 et mercredi 19 décembre 2012.
| Club          | Résultat          | Club                |
| ------------- | ----------------- | ------------------- |
| Inter Milan   | 2 - 0             | Verona FC           |
| SSC Naples    | 1 - 2             | Bologne FC          |
| AS Rome       | 3 - 0             | Atalanta Bergamasca |
| Udinese       | 0 - 1             | AC Fiorentina       |
| SS Lazio Rome | 4 - 4 (4 - 1 pen) | AC Sienne           |
| Parma FC      | 1 - 1 (3 - 4 pen) | Catane              |
| AC Milan      | 3 - 0             | Reggina             |
| Juventus      | 1 - 0             | Cagliari            |

### Quarts de finale
Les matchs des quarts de finale se déroulent le mardi 8, mercredi 9, mardi 15 et mercredi 16 janvier 2013.
| Club          | Résultat | Club       |
| ------------- | -------- | ---------- |
| Inter Milan   | 3 - 2    | Bologne FC |
| AC Fiorentina | 0 - 1    | AS Rome    |
| SS Lazio Rome | 3 - 0    | Catane     |
| Juventus      | 2 - 1    | AC Milan   |

### Demi-finales
Les matchs des demi-finales se jouent le mardi 22 et mercredi 23 janvier 2013, les matchs retour se jouent le mardi 29 janvier et mercredi 17 avril 2013
| Club     | Aller | Total | Retour | Club          |
| -------- | ----- | ----- | ------ | ------------- |
| AS Rome  | 2 - 1 | 5 - 3 | 3 - 2  | Inter Milan   |
| Juventus | 1 - 1 | 2 - 3 | 1 - 2  | SS Lazio Rome |

### Finale
La finale se joue le 26 mai 2013 au Stadio Olimpico de Rome.
| 26 mai 2013 | SS Lazio Rome   | 1 - 0   | AS Rome | Stadio Olimpico, Rome |  |
|             | Senad Lulić 71e | (0 - 0) |         |                       |  |